# جمال الدين حوحو
جمال الدين حوحو (مواليد 23 أكتوبر 1934 في بسكرة)، هو دبلوماسي وسياسي جزائري.
درس الاقتصاد في لوزان، والتحق بجبهة التحرير الوطني في عام 1956، وصار من قادتها قبل انضمامه إلى الحكومة الجزائرية المؤقتة في تونس لشغل العديد من المناصب في وزارة الشؤون الخارجية، حيث تولى منصب الأمين العام مؤقتًا.
بعد الاستقلال في عام 1962 التحق بإدارة وزارة الشؤون الخارجية بدرجة وزير مفوض وشغل أولاً منصب مدير الشؤون الفرنسية قبل تعيينه سفيراً في كندا ومصر بالتوالي. وفي عام 1977 عُيين وزيرا للرياضة. وخلال ولايته أجرى عدة إصلاحات ظهرت نتائجها خلال عقد الثمانينيات من القرن العشرين. شغل بعد ذلك منصب سفير الجزائر لدى فرنسا ثم تولى وزارة الصحة.

## وظائف
- 1993 - 1994 : القائم بأعمال البعثة إلى رئيس الحكومة
- 1984 - 1988 : وزير الصحة.[1][2]
- 1982 - 1984 سفير الجزائر في فرنسا
- 1977 - 1982 : وزير الشباب والرياضة
- 1975 - 1977 سفير الجزائر في مصر
- 1971 - 1974 : سفير الجزائر في كندا
- 1964 - 1971 : مدير الشؤون الفرنسية بوزارة الخارجية